# Peones doblados
|    |       |       |    |       |    |       |       |    |  |
|    | a8    | b8    | c8 | d8    | e8 | f8    | g8    | h8 |  |
| a7 | b7    | c7    | d7 | e7    | f7 | g7    | h7    |    |  |
| a6 | b6    | c6    | d6 | e6    | f6 | g6    | h6 pd |    |  |
| a5 | b5 pl | c5    | d5 | e5 pl | f5 | g5    | h5 pl |    |  |
| a4 | b4 pl | c4 pl | d4 | e4    | f4 | g4 pl | h4    |    |  |
| a3 | b3    | c3    | d3 | e3 pl | f3 | g3    | h3    |    |  |
| a2 | b2    | c2    | d2 | e2    | f2 | g2    | h2    |    |  |
| a1 | b1    | c1    | d1 | e1    | f1 | g1    | h1    |    |  |
|    |       |       |    |       |    |       |       |    |  |

En ajedrez, los peones doblados son dos o más peones del mismo color residiendo en la misma columna. Los peones pueden doblarse únicamente cuando un peón captura en una columna en que otro peón del mismo bando reside. En el diagrama, los peones blancos en las columnas b y e están doblados. Los peones en la columna e son peones doblados y aislados.
En muchos casos, los peones doblados se consideran una debilidad debido a su imposibilidad de defenderse unos a otros. Esta incapacidad, de hecho, hace más difícil conseguir avanzar para poder crear un peón pasado (frecuentemente un factor decisivo en los finales). En el caso de peones doblados aislados, estos problemas se agravan. Varias estrategias y aperturas se basan en cargar al oponente con peones doblados, una debilidad estratégica.
Hay casos, sin embargo, en el que aceptar peones doblados puede ser ventajoso porque se puede abrir una columna para una torre o porque los peones doblados realizan funciones importantes, como defender casillas importantes. También, si el oponente no puede atacar de forma efectiva los peones, su debilidad inherente puede ser de poca o ninguna importancia. También hay varias aperturas que aceptan peones doblados a cambio de alguna ventaja privilegiada, como en la Variante de los Dos Caballos de la Defensa Alekhine.

## Peones triplicados y cuadruplicados
|       |       |       |       |       |       |       |       |       |  |
|       | a8 rd | b8    | c8 bd | d8    | e8 kd | f8    | g8    | h8 rd |  |
| a7    | b7    | c7    | d7    | e7 bd | f7    | g7    | h7    |       |  |
| a6 pd | b6    | c6 pd | d6    | e6 pd | f6    | g6    | h6    |       |  |
| a5    | b5    | c5    | d5    | e5 pd | f5    | g5    | h5 pd |       |  |
| a4 qd | b4    | c4 pl | d4    | e4 pd | f4    | g4    | h4    |       |  |
| a3    | b3 rl | c3    | d3    | e3    | f3    | g3    | h3    |       |  |
| a2 pl | b2    | c2    | d2 ql | e2 bl | f2    | g2 pl | h2 pl |       |  |
| a1    | b1    | c1    | d1    | e1    | f1 rl | g1 kl | h1    |       |  |
|       |       |       |       |       |       |       |       |       |  |

|    |    |       |       |    |    |       |       |    |  |
|    | a8 | b8    | c8    | d8 | e8 | f8    | g8    | h8 |  |
| a7 | b7 | c7    | d7    | e7 | f7 | g7    | h7    |    |  |
| a6 | b6 | c6 nd | d6    | e6 | f6 | g6 kd | h6 pd |    |  |
| a5 | b5 | c5 pl | d5    | e5 | f5 | g5    | h5    |    |  |
| a4 | b4 | c4 pl | d4 bl | e4 | f4 | g4    | h4 kl |    |  |
| a3 | b3 | c3 pl | d3    | e3 | f3 | g3    | h3    |    |  |
| a2 | b2 | c2 pl | d2    | e2 | f2 | g2    | h2    |    |  |
| a1 | b1 | c1    | d1    | e1 | f1 | g1    | h1    |    |  |
|    |    |       |       |    |    |       |       |    |  |

Se pueden tener peones triplicados(o más). El primer diagrama muestra una posición de una partida de Lubomir Kavalek contra Bobby Fischer en el torneo interzonal de Sousse de 1967. Los peones permanecieron triplicados al final de la partida en el movimiento 28 (tablas).
Se llegó a una posición con peones cuadruplicados en la partida Alexander Alekhine contra Vladimir Nenarokov en 1907, en John van der Wiel contra Vlastimil Hort en 1981 y en otras partidas. El mayor caso de peones cuadruplicados se obtuvo en la partida Kovacs contra Barth en 1994, durando 23 movimientos. La posición final fue unas tablas, demostrando la debilidad de los peones extra (ver diagrama).

## Tipos de peones doblados
|       |       |       |    |       |       |    |       |    |  |
|       | a8    | b8    | c8 | d8    | e8    | f8 | g8    | h8 |  |
| a7    | b7 pd | c7    | d7 | e7    | f7    | g7 | h7    |    |  |
| a6 pd | b6    | c6    | d6 | e6 pd | f6 pd | g6 | h6 pd |    |  |
| a5    | b5    | c5    | d5 | e5    | f5    | g5 | h5    |    |  |
| a4    | b4    | c4    | d4 | e4    | f4    | g4 | h4    |    |  |
| a3    | b3 pl | c3 pl | d3 | e3    | f3 pl | g3 | h3 pl |    |  |
| a2    | b2 pl | c2    | d2 | e2    | f2 pl | g2 | h2 pl |    |  |
| a1    | b1    | c1    | d1 | e1    | f1    | g1 | h1    |    |  |
|       |       |       |    |       |       |    |       |    |  |

Hay diferentes tipos de peones doblados, ver el diagrama. Un peón doblado es débil debido a tres consideraciones:
1. Falta de movilidad
2. Imposibilidad de actuar como un peón normal
3. Probabilidad de que no pueda cambiarse por un peón normal opuesto

Los peones doblados en la columna b están en la mejor situación, ya que no están aislados. Los peones de la columna f son los siguientes en cuanto a situación, ya que están aislados pero uno puede ser cambiado por el peón negro de la columna e, desdoblándose. Los peones de la columna h son los que están en peor situación ya que tienen un solo peón en frente, por lo que el segundo peón tiene poco valor.